# Автодром імені братів Родрігес
Автодром імені братів Родрігес (ісп. Autódromo Hermanos Rodríguez) - гоночна траса в Мехіко, Мексика, в національному парку Magdalena Mixhuca Sports City. Траса збудована в 1962 і була названа ім'ям парку в якому розташовувалась - Magdalena Mixhuca. Перші перегони, Гран-прі Мексики, пройшли в 1962, але в залік Формули-1 включені не були. З 1963 Гран-прі Мексики входить до заліку Чемпіонату світу з автоперегонів у класі Формула-1. Згодом траса була перейменована в честь найвідоміших пілотів Формули-1 Мексики - братів Рікардо і Педро Родрігес, загиблих на гоночних трасах в 1962 і 1971 роках.

## External links
- Офіційний сайт [Архівовано 23 серпня 2016 у Wayback Machine.] (ісп.)